# Salvatore Costantino
Salvatore Costantino (Napoli, 11 gennaio 1919 – Napoli, 31 marzo 1973) è stato un maratoneta e mezzofondista italiano, 2 volte campione nazionale assoluto a livello individuale.

## Biografia
Ha partecipato alle Olimpiadi di Londra nel 1948, indossando il pettorale numero 818, ritirandosi.
È stato il 942º tedoforo per le Olimpiadi di Roma del 1960, portando la fiaccola olimpica nella zona di Napoli.
Porta il suo nome un parco pubblico di 18 000 metri quadrati dotato anche di una pista di atletica, sito a Napoli nel quartiere di Soccavo in viale Traiano.

## Palmarès
| Anno | Manifestazione  | Sede   | Evento   | Risultato | Prestazione | Note  |
| ---- | --------------- | ------ | -------- | --------- | ----------- | ----- |
| 1948 | Giochi olimpici | Londra | Maratona | dnf       | dnf         | [ 4 ] |

## Campionati nazionali
| Anno | Manifestazione                         | Sede | Evento              | Risultato | Prestazione | Note   |
| ---- | -------------------------------------- | ---- | ------------------- | --------- | ----------- | ------ |
| 1940 | Campioni italiani assoluti di atletica | ...  | Maratona maschile   | 1         | 2h35'43"0   | [ 4 ]  |
| 1941 | Campioni italiani assoluti di atletica | ...  | Maratonina maschile | 1         | 1h25'07"2   | pista  |
| 1943 | Campioni italiani assoluti di atletica | ...  | Maratonina maschile | 1         | 1h24'18"6   | pista  |
| 1947 | Campioni italiani assoluti di atletica | ...  | Maratonina maschile | 1         | 1h10'07"0   | strada |
| 1947 | Campioni italiani assoluti di atletica | ...  | Maratona maschile   | 1         | 2h48'12"0   |        |

## Altre competizioni internazionali
1942
- Oro alla Cinque Mulini ( San Vittore Olona)

1943
- Oro alla Cinque Mulini ( San Vittore Olona)